# Västergötlands runinskrifter 77
Västergötlands runinskrifter 77 är en vikingatida runsten på Eggby kyrkogård vid Eggby kyrka, Eggby socken och Skara kommun. Runstenen är 2,15 meter hög och 0,55 meter bred. Runhöjden är 12-14 centimeter.

## Inskriften
Translitterering av runraden:
+ auka : raisti : stain : þansi : aftiʀ : osbiurn : sun : sin ×
Normalisering till runsvenska:
Auga ræisti stæin þannsi æftiʀ Asbiorn, sun sinn.
Översättning till nusvenska:
Öga reste denna sten efter Asbjörn, sin son.